# ناجی اونووار
ناجی اونووار (ترکی استانبولی: Naci Ünüvar؛ زادهٔ ۱۳ ژوئن ۲۰۰۳) بازیکن فوتبال اهل هلند است که در پست وینگر و هافبک هجومی به شکل قرضی از باشگاه فوتبال آژاکس آمستردام برای توئنته در لیگ برتر فوتبال هلند بازی می‌کند.
اونووار که اصالتاً اهل ترکیه است در هلند متولد شده و در تیم‌های ملی پایه هر دو کشور هلند و ترکیه بازی کرده‌است. وی همچنین در فهرست "نسل آینده ۲۰۲۰" به انتخاب گاردین قرار گرفته‌است.

## عملکرد ملی
اونووار در تیم‌های ملی فوتبال زیر ۱۵ سال هلند، زیر ۱۶ سال هلند، زیر ۱۷ سال هلند، زیر ۱۸ سال هلند، زیر ۱۹ سال هلند و زیر ۲۱ سال ترکیه بازی کرده‌است.

## افتخارات
زیر ۱۷ سال هلند
- جام ملت‌های اروپا زیر ۱۷ سال: ۲۰۱۹[۳]

انفرادی
- جایزهٔ عبدالحق نوری: ۱۹–۲۰۱۸[۴]